# تريمولو

التمثيل الموسيقي للتريمولو

في الموسيقى، الارتعاش أو التريمولو (إيطالية: tremolo أو tremolando) هو تأثير ارتجاف. يوجد نوعان من التريمولو:
الأول تكرير سريع:
- تكرير نغمة موسيقية واحدة، بالتحديد في آلات ذات قوس، عن طريق تحريك القوس بسرعة ذهابا وإيابا؛ وفي الآلات المنقورة مثل القيثار، حيث يسمى bisbigliando أو «هامس»؛ كما يمكن تكرير نغمة واحدة بسرعة كبيرة باستعمال ريشة على الآلات الوترية المنقورة التقليدية مثل الغيتار، المندولين، إلخ.

- تكرير بالتناوب بين نغمتين أو كوردين، وهذا تقليد شائع في آلات المفاتيح للتقنية السابقة. يمكن تطبيق التقنيتين كلتيهما على الآلات المطروقة مثل الماريمبا.

- الضرب المنتظم المتكرر على أية آلة إيقاعية سواء كانت لها حدة محددة أو لا.

النوع الثاني من التريمولو هو عبارة عن تغيير في المطال:
- باستخدام تأثيرات إلكترونية في مضخمات القيثارة ووحدات المؤثرات، والتي ترفع وتخفض جهارة إشارة صوتية وينتج عنها تأثير «ارتجاج».

- الضرب باتجاه واحد على آلة وترية، وهذا تقليد للتقنية السابقة.

- تقنية غنائية تتضمن فيبراتو واسعا أو بطيئا.

تستخدم بعض الغيتارات الكهربائية روافع تسمى «يد التريمولو» (تسمية خاطئة) تسمح للعازف بتنزيل (لحد ما في العادة) أو رفع حدة نغمة أو كورد، والاسم الصحيح للتأثير هو الفيبراتو أو «طي الحدة». ويشير هذا الاستعمال الخاطئ لكلمة «تريمولو» إلى الحدة بدل المطال. لكن كلمة "trem" أو "tremolo" ما زالت تستخدم للإشارة لنظام جسر يصنع ل«يد تريملو» أو للإشارة لليد نفسها. يمكن لدارة إلكترونية بسيطة لتضمين المطال إنتاج تريمولو حقيقي للقيثارة الكهربائية أو الأورغان الإلكتروني أو أي إشارة إلكترونية. كانت تأثيرات تريمولو متوفرة في عدة مضخمات غيتار قديمة، كما تستعمل وحدات التأثيرات بشكل واسع للوصول لهذا التأثير.